# Dirname
dirname è un programma per computer standard su Unix e sistemi operativi Unix-like. Quando a dirname viene passato un percorso (pathname), tale comando cancellerà qualsiasi suffisso che inizia con l'ultimo carattere slash ('/') e restituirà il risultato. Il comando dirname è descritto nella Single UNIX Specification ed è utilizzato principalmente negli shell script.

## Storia
La versione di dirname presente in GNU coreutils è stata scritta da David MacKenzie e Jim Meyering.
Il comando dirname è stato anche portato sul sistema operativo IBM i.

## Sintassi
La Single UNIX Specification per dirname è:
```
dirname string
```

string
Un percorso

## Esempi
dirname recupererà il nome del percorso della directory da un nome del percorso ignorando eventuali barre finali:
```
$ 
dirname
 
/home/marco/documenti/base.wiki

/home/marco/documenti

$ 
dirname
 
/home/marco/documenti/.

/home/marco/documenti

$ 
dirname
 
/home/marco/documenti/

/home/marco

$ 
dirname
 
base.wiki

.

$ 
dirname
 
/

/

```

## Prestazioni
Poiché dirname accetta un solo operando, il suo utilizzo all'interno del ciclo interno degli shell script può essere dannoso per le prestazioni. Si consideri il seguente codice:
```
 
while
 
read
 
file
;
 
do

   
dirname
 
"
$file
"

 
done
 
<
 
dell
'
input

```

L'estratto qui sopra causerebbe invocazioni di processo separate per ogni riga di input. Per questo motivo, in genere viene utilizzata invece la shell substitution:
```
 
echo
 
"
${
file
%/*
}
"
;

```

oppure nel caso fosse necessario gestire anche i percorsi relativi:
```
 
if
 
[
 
-n
 
"
${
file
##*/*
}
"
 
]
;
 
then

   
echo
 
"."

 
else

   
echo
 
"
${
file
%/*
}
"
;

 
fi

```

Si noti che questi frammenti di codice gestiscono le barre finali in modo diverso da dirname.

## Idee erronee
Si potrebbe pensare che i percorsi che terminano con una barra finale siano una directory. Ma in realtà, la barra finale rappresenta tutti i file all'interno della directory.
```
/home/marco/documenti/.
```

Il modo corretto per rappresentare un percorso come una directory è quello di farlo terminare con una barra e un punto.